# Paris-Midi
Paris-Midi est un ancien journal quotidien national français, publié entre 1911 et 1944 et dirigé par Maurice de Waleffe. Racheté en 1924 par Jean Prouvost, il s'agit dans les années 1930 d'une édition de Paris-Soir. Son siège est au 37 rue du Louvre.

## Historique
Paris-Midi est fondé par Maurice de Waleffe le 7 février 1911,, un écrivain belge installé à Paris, où il veut fonder une association de la Presse Latine, pour tisser des liens entre journalistes de langue romane, de l’Europe à l’Amérique, projet qui n'aboutira qu'en mars 1923 les responsables de quatre-vingts journaux « latins » des deux rives de la Seine. Il écrit aussi des articles où Jean Jaurès est la cible d’appels explicites au meurtre mais aussi dans Midi-Paris le 2 avril 1913 dans L'Écho de Paris , dans Paris-Midi en 1913, pour le dénoncer comme un traître et « l'intermédiaire entre la corruption allemande et les corrompus de l'antimilitarisme français », puis le 17 juillet 1914, juste avant son assassinat pour demander qu'il soit « collé au mur ».
Après la Guerre, Midi-Paris est un journal de courses et de Bourse, dont le tirage a grimpé à 40 000 exemplaires grâce au « titres bandeaux » permettant de les lire dans la rue mais qui baisse ensuite énormément,,.
Pendant la Première Guerre mondiale, l'industriel Jean Prouvost voit ses usines textiles du Nord détruites. Il acquiert en 1917 le quotidien Le Pays, jugé défaitiste par Georges Clémenceau, qui l'approche via le ministre de l'armement Louis Loucheur pour lui demander discrètement de souscrire la moitié d'une augmentation de capital. Louis Loucheur assortit son offre de « conditions très favorables » en promettant que l'Agence Havas, alors proche du gouvernement, sera « fermement priée » de fournir de la publicité au Pays.
En 1919, Louis Loucheur, toujours ministre de Clemenceau, se lance dans une série d'achats de journaux en province. Il devient propriétaire de Paris-Midi mais aussi du Petit Journal, que Léon-Prosper Rénier, directeur de l'Agence Havas intègre au club des « Cinq grands » journaux favorisés dans la distribution de la publicité, avec Le Petit Parisien, Le Journal, L'Écho de Paris et Le Matin. Ces deux derniers vont comme le Petit Journal décliner ensuite. Louis Loucheur acquiert aussi La Dépêche de Rouen, Le Journal de Thonon, Le Progrès du Nord et La France de l'Est de Mulhouse car il souhaite promouvoir des éditions en province, pour renouer avec sa grandeur de la fin du XIXe siècle, lorsque le Petit Journal était leader français avec deux millions d'exemplaires, avant de souffrir de son engagement conservateur dans l'Affaire Dreyfus.
En 1924, Paris-Midi ne tire plus qu'à 4 000 exemplaires, alors que l'économie est paralysée par une crise monétaire, qui ne se dénoue qu'avec le Plan Dawes en fin d'année, car l’Allemagne refuse de payer les réparations de guerre, obligeant Raymond Poincaré à un relèvement massif de l'Impôt sur le revenu et à faire occuper la Ruhr avant de chuter face au Cartel des gauches lors des législatives de 1924. Louis Loucheur propose alors à Jean Prouvost de racheter Paris-midi en lui assurant que le tirage peut décupler, une fois la situation monétaire de la France rétablie rapidement. Prouvost n'y voit pas de source de bénéfices mais pour convaincre son ami, qui est intéressé par la presse en général, Louis Loucheur promet de s'arranger à nouveau pour que l'Agence Havas n'oublie pas de reconduire son contrat de distribution de la publicité à Paris-Midi, malgré la forte baisse de son tirage.
L'Agence Havas a besoin alors d'améliorer son image, après avoir coupé les ailes à un rival des « Cinq grands », Le Quotidien, soutien du Cartel des gauches lancé en 1922 mais privé de publicité et plafonné, du 8 février au 13 juin 1923, à 60 000 abonnés car le distributeur Hachette suit la même politique qu'Havas. Cependant, cinq ans plus tard, Paris-Midi se dira déçu de l'Agence Havas. Les grandes agences publicitaires « ignorent et veulent ignorer Paris-Midi », écrira Pierre Lazareff.
Louis Loucheur était passé par le ministère des Régions libérées, principal acteur de la reconstruction du nord-est de la France, avec des crédits aux entreprises détruites durant la guerre, dont celles de Jean Prouvost et Ferdinand Beghin, contestées car trop généreux, et qu'il s'est efforcé ensuite de diminuer en faisant baisser le coût du charbon. 
Albert Béghin, grand industriel du Nord proche de Jean Prouvost, qui investit dans le papier pour pouvoir emballer sa production de sucres, procure à ce dernier 500 000 francs pour acheter en 1924 Paris-Midi, dans le but d'écouler une partie de la surproduction de papier de ses usines,.
Prouvost confie les recrutements à Joseph Béneix, son ex-camarade dans l'armée, qui choisit son neveu, le polytechnicien Paul Gémon comme bras droit de Jean Prouvost pour diriger le journal. Il recrute rapidement à la rédaction Hervé Mille, puis en 1928, un parisien très motivé à l'âge de seulement 18 ans, Pierre Lazareff, qui avait remplacé le chroniqueur théâtre. Son style a plu à Jean Prouvost, le décidant à lui offrir une page quotidienne d'échos de la vie culturelle parisienne puis à le promouvoir, à 23 ans, chef des informations à Paris-Midi. Ils vont faire grimper le tirage à 80 000 exemplaires 102 500 exemplaires en 1939. Le quotidien sort désormais à 11 heures, un peu avant l'heure du déjeuner : il est ainsi le seul à procurer des nouvelles fraîches de l'Assemblée et de la Bourse et des courses. Il conserve ainsi ses rubriques Bourse et finance, tout en écrivant aussi désormais sur la vie parisienne et le monde des arts et des lettres, ce qui vaut à Jean Prouvost le surnom de « la Midinette ».
Jean Prouvost recrute aussi Pierre Audiat, dont les avis sont parfois tirés à part dans une édition spéciale, le chroniqueur boursier réputé Albert Lejeune et l'expert en courses de chevaux Edmond Pontié. le 16 avril 1930. Le succès auprès des turfistes de Paris-Midi et L'Intransigeant enleva sa clientèle spécialisée au quotidien La Presse, qui tirait à 85 000 exemplaires en novembre 1917, et précipita sa chute. Le mouvement s'accélère quand La Presse annonce à tort l'arrivée de Nungesser et Coli à New York le 9 mai 1927, ce qui lui cause une très mauvaise réputation.
Louis Loucheur fonde de son côté en 1927 la Société nouvelle de papeterie (Sonopa), qui investit en 1928 sur les quais de la Seine près de Rouen, dans la première grosse usine à papier journal de France après avoir acquis les terrains des Aciéries de Grand-Couronne, en faillite, grâce aux crédits des dommages de guerre. Mais le site connaîtra surtout une grande extension en 1932, quand les Papeteries Darblay deviennent majoritaires dans la Sonopa. Car Loucheur « se sert rarement de sa chaîne de presse pour parler au grand public » et n'embauche pas de grands reporters au Petit Journal, où il se concentre sur la réduction des coûts, pour afficher des bénéfices et les distribuer à ses actionnaires, qui sont cependant divisés par six entre 1928 et 1931, année de la mort de Loucheur. 
Convoité, le Petit Journal est alors racheté trois fois entre 1932 et 1937. Le gendre et héritier de Louis Loucheur, Francis Sarrade, dit d'abord non à l'éditeur Fayard et au Parti démocrate populaire, pour finalement céder en juin 1932 la majorité du capital du Petit Journal à Raymond Patenôtre « associé aux propriétaires de Paris-Midi et Paris-Soir, les industriels Ferdinand Beghin et Jean Prouvost », représentés par un prête-nom, Henri de Zogheb. Leur augmentation de capital de 17 millions de francs le porte alors de 27,5 à 43,5 millions. Prouvost et Beghin se concentrent sur la croissance de Paris-Soir, acquis deux ans plus tôt, et se retirent après 9 mois en mars 1933 laissant Patenôtre en faire un journal politique et supprimer deux suppléments imprimés pour la presse régionale, Le Petit Journal agricole et L'Agriculture moderne et nomme deux techniciens de la presse, le rédacteur en chef Alfred Mallet, secrétaire politique de Pierre Laval, venu de Paris- Midi et Henri Dumay l'ex-cofondateur de Le Quotidien en 1922-1923, ce qui marque son virage à gauche. Le tirage tombe de 400 000 exemplaires exemplaires en 1928 à moins de 300 000 exemplaires en 1932 puis moins de 200 000 exemplaires en 1939.
Entre-temps, les familles Beguin et Prouvost s'étaient à nouveau alliées pour acquérir le 16 avril 1930 le quotidien Paris-Soir, une idée originale lancée à Paris en 1923 par le journaliste pacifiste et anarchiste Eugène Merle, qui s'était heurté à la crise de la presse écrite de 1924. Repris dès 1924 par Le Journal, il ne tirait plus qu'à 60 000 exemplaires, soit moins que Paris-Midi et servait surtout d'édition du soir au Petit Journal.
Comme il a besoin d'argent pour acheter du papier, Jean Prouvost s'associe à la Famille Beghin, dont il devient vite le meilleur client car le tirage de Paris-Soir monte plus vite que prévu : 130 000 exemplaires en 1931 et 260 000 exemplaires en mars 1932, l'année où les Beghin font construire par les architectes Fernand Leroy et Jacques Cury un immeuble avec une imprimerie sur quatre profondeurs de sous-sol, sur un terrain de la Rue du Louvre à Paris, qui est toujours en construction en 1933. Paris-Soir n'a annoncé qu'il devient « un grand quotidien d'informations illustrées » que dans son numéro du 2 mai 1931, présentant sa nouvelle formule. Il affaiblit son rival L'Intransigeant en misant sur des photos spectaculaires, imposant un papier satiné, fourni par les papeteries de Ferdinand Béghin, qui fait ressortir le noir et blanc, ce qui permet d'acquérir « un relief jamais atteint dans un quotidien ». Beghin souhaite plus que jamais écouler une partie de la surproduction de papier de ses usines, après la crise du tout début des années 1930, et se lance à l'assaut de la Province : les éditions de Paris-Soir sont prêtes à être expédiées vers 17 heures, et arrivent en province en même temps que les éditions locales du matin de la concurrence avec des informations plus fraîches, tandis qu'une édition plus limitée parait plus tôt sous le nom de Paris-Midi.
Vendu à la criée, Paris-Soir truste le marché du lecteur qui « n'achète qu'un journal », surtout à la fin des années 1930, quand la radio donne les principales nouvelles du matin tandis que la réduction de la journée de travail permet aux employés et aux ouvriers de le lire en arrivant chez eux ou dans les transports. L'expansion s'accélère bien avant : 480 000 exemplaires en septembre 1932, 800 000 exemplaires en 1933, 1 million en 1934, puis 1,6 million en 1937 et un pic de 1,7 million en 1939. La rédaction de Paris-Midi qui était encore Rue Royale, est installée au cinquième étage, autour de la cour, dans deux séries de petits bureaux dont ceux du service financier donnant sur la Rue du Mail et la Rue du Louvre, deux ont une bibliothèque et des boiseries.
En mars 1939, Paris-Midi tire à 102 000 exemplaires. Il est présenté comme une annexe de Paris-Soir. À partir de 1940 et jusqu'en 1944, le journal prend un tournant résolument collaborationniste,. Grâce à ses rubriques sur les spectacles et les courses hippiques, le journal tire à 35 000 exemplaires en 1943, mais il sert de relais à la propagande nazie qui en occupe généralement toute la une. Hors les chroniques quotidiennes de Fernand Divoire, Jean Monfisse et Jean-Pierre Maxence, peu d'articles sont signés à l'exception des critiques littéraires et de spectacles, dues pour beaucoup à des collaborateurs habituels ou occasionnels spécialisés.
Après la guerre Paris-Midi disparaît, tandis que Paris-Soir devient France-Soir, en reprenant les lecteurs et les journalistes de Défense de la France, le plus grand journal de résistants né dans la clandestinité, installé dans un immeuble de la Rue Réaumur, qui entre novembre 1944 et octobre 1948 voit son tirage plus que doubler, puis dépasse le million d'exemplaires en 1954 et atteint un sommet de 1,35 million en 1957 avant de chuter au début des années 1960.

## Collaborateurs
Chronique « La Ligne droite »
- Robert, Louis Courtine dit R. Jullien-Courtine[29] (écrivain et critique gastronomique, a contribué à la publication d'une revue violemment antisémite. À la Libération, il s'enfuit vers Sigmaringen)[30] ;
- Jean-Pierre Maxence[31] ;
- Jean Riondé[32] (journaliste, collaborateur du Cri du Peuple)[33].

Rubrique « Spectacles de Paris »
- Henri Contet[34] (auteur de nombreuses chansons pour Yves Montand, Mireille Mathieu et Edith Piaf dont le fameux Padam, padam...) ;
- H.-D. Fauvet[35],[36] ;
- Françoise Holbane[34],[37],[38],[39] (Christine Ockrent, biographe de Françoise Giroud, laisse entendre qu'il s'agirait peut-être du pseudonyme de Françoise Giroud, mais il ne s'agit peut-être que d'une coïncidence et le mystère reste entier car une autre journaliste portait ce nom[40]) ;
- Pierre Lhoste[41] (journaliste, homme de radio et collaborateur de Paris-Soir) ;
- Maurice Rostand[42].

Autres rubriques
- Noël Bayon dit Noël. B. de La Mort (chronique « Savoir vivre » ; romancier et journaliste)[32] ;
- René Betourne (rubrique « économique et financière »)[43] ;
- Frédéric Causse dit Jacques et Jean (rubrique « Les spectacles » et « Pour ceux qui aiment lire » ; Jacques et Jean d'Agrève ou d'Agraive est l'un de ses nombreux pseudonymes[44]) ;
- Xavier Bernard de Courville dit Xavier de Courville[45] (rubrique « Les spectacles… » ; écrivain, historien, fondateur des théâtres La Petite Scène et le Théâtre Arlequin dans le Quartier latin) ;
- Marie, Paul, Achille Auguste Le Flem, dit Paul Le Flem[41] (rubrique « Et Paris continue », critique musical et compositeur) ;
- André Gignoux (rubrique « Sports »)[46] ;
- Fritz-René Vanderpyl (rubrique « Livre d'art »)[42] ;
- Jean-Georges Wildgen (rubrique « Tous les journaux »)[42].

Critiques
- Maurice Betz (critique littéraire ; écrivain et traducteur français d'auteurs de langue allemande comme Frédéric Nietzsche, Stefan Zweig, Rainer Maria Rilke…)[47] ;
- Charles Dauzats (critique musicale)[48] ;
- Pierre Imbourg (critique d'art)[47] ;
- Henri-René Lenormand (critique dramatique)[49] ;
- Alexis Michaguine-Shrydoff (critique musique et ballets)[50] ;
- Didier Wachthausen dit Didier Daix (critique cinématographique)[43].

Autres collaborateurs
- Estelle Agard dite Claude Virmonne[51] (romancière, fait publier en feuilleton son roman Signe de Mort, en 1943) ;
- Robert Ambelain[51] (hommes de lettres, historien et spécialiste de l'ésotérisme) ;
- Jean Aubin[52],[53] (journaliste) ;
- Pierre Bouis Tugdual (informations générales)[54] ;
- Louis Brunet[55] (journaliste)[56] ;
- Philippe-Henri Courcel dit Paul Clérouc[57] (romancier, il publie en feuilleton son roman Les Réincarnations du Dr Cork en 1942) ;
- Magdeleine A. Dayot : la peintre et critique d'art rédige un article en 1934[58] ;
- Yanette Deletang-Tardiff (critique littéraire ; poétesse et peintre, lauréate des prix Stéphane-Mallarmé en 1942 et Renée-Vivien en 1950)[59] ;
- Fernand Divoire (éditorialiste, « Sous le méridien de Paris »)[43] ;
- Douglas d'Estrac[60] (romancier, il publie son roman Le Cri dans le village en feuilleton en 1942) ;
- Hector Ghilini (Romancier)[32] (Il fait paraître en feuilleton son roman Le Fils de la bête, en 1942) ;
- Jean-Francis Laglenne[39] (peintre et décorateur de théâtre) ;
- Serge Lifar[61] (danseur et chorégraphe) ;
- Georges Lupo (journaliste[38], auteur de Levée d'écrou dans lequel il livre ses souvenirs sur son incarcération à la Libération)[62] ;
- Édouard, Jacques, Marie, Joseph Moreau de Bellaing dit Jacques Dyssord[63] (poète et écrivain, il fait partie de plusieurs journaux collaborationniste pendant l'occupation)[64] ;
- Jean Monfisse (chroniqueur régulier)[65] ;
- René Pernoud[54] (journaliste également collaborateur à Paris-Soir) ;
- Claude Sylvane[66] (journaliste et femme de lettres)[67] ;
- Pierre Vernier[68].